# モンドキャンノ
モンドキャンノ（Monde Can Know）は、日本の競走馬、種牡馬。主な勝ち鞍は2016年の京王杯2歳ステークス（GII）。馬名の意味は「世界（仏）＋知ることができる。世界は知ることができる」。

## 戦績

### デビュー前
2014年2月8日に北海道安平町のノーザンファームで誕生。同年のセレクトセール当歳馬市場に上場され、ユアストーリーによって1500万円（税抜）で落札された。

### 2歳（2016年）
栗東・安田隆行厩舎に入厩。6月19日の新馬戦（函館芝1200m）でデビューし、単勝1.5倍の圧倒的人気に応えて新馬勝ちを飾った。2戦目の函館2歳ステークスでも1番人気に推されたが、先に抜け出したレヴァンテライオンに半馬身届かず2着となった。
3戦目の京王杯2歳ステークスでは、クリストフ・ルメールが初騎乗し、3番人気に推された。後の桜花賞馬レーヌミノルが早め抜け出しから逃げ込みを図るところをゴール前で外から差し切り、重賞初制覇を果たした。レース後、鞍上のルメールは「いいスピードを持っているので、リラックス出来ればマイルもいけます」とコメントした。続く朝日杯フューチュリティステークスではミカエル・バルザローナとのコンビで出走。7番人気ながら中団後方からメンバー中最速の上がり34秒0の末脚で追い込んだが、勝ち馬サトノアレスには一歩及ばず2着となった。

### 3歳（2017年）
「コーナー4つで（脚を）ためることを覚えさせたい」という安田調教師の考えにより、1800mのスプリングステークスから始動したが、折り合いを欠いて10着と大敗する。春の最大目標NHKマイルカップではルメールとの再コンビで3番人気に推され、好スタートから折り合いも付いていながら直線で伸びを欠いて9着に敗れた。レース後、ルメールも「わからない。直線で反応してくれなかったね」 と首を傾げた。
スプリント戦に舞台を戻したキーンランドカップでは1番人気に支持されるが、6着に敗退。その後もスプリンターズステークス14着、オーロカップ10着と精彩を欠いた。その後、喘鳴症と診断され、手術のため休養に入った。

### 4歳（2018年）
5月27日の安土城ステークスで復帰するも、17着と大敗。このレースを最後に現役を引退した。

### 種牡馬時代
現役引退後は北海道新冠町のクラックステーブルで種牡馬入りした。安田隆行厩舎で本馬を担当していたスタッフが過去にロードカナロアも担当しており、「カナロアと比べても遜色ない素質を持っていただけに、父としてひと花咲かせて欲しい」とオーナーに要望した結果、種牡馬入りが決まったという。父キンシャサノキセキにとっては初の後継種牡馬となる。

## 競走成績
以下の内容は、netkeiba.comの情報に基づく。
| 競走日     | 競馬場 | 競走名          | 格   | 距離（馬場）  | 頭 数 | 枠 番 | 馬 番 | オッズ （人気） | 着順 | タイム （上り3F） | 着差 | 騎手            | 斤量 [kg] | 1着馬（2着馬）     | 馬体重 [kg] |
| ---------- | ------ | --------------- | ---- | ------------- | ----- | ----- | ----- | --------------- | ---- | ----------------- | ---- | --------------- | --------- | ------------------ | ----------- |
| 2016.06.19 | 函館   | 2歳新馬         |      | 芝1200m（良） | 11    | 5     | 5     | 001.50（1人）   | 01着 | R1:09.4（34.1）   | -0.2 | 0戸崎圭太       | 54        | （ドゥモワゼル）   | 472         |
| 0000.07.24 | 函館   | 函館2歳S        | GIII | 芝1200m（良） | 16    | 3     | 6     | 001.80（1人）   | 02着 | R1:09.3（35.4）   | -0.1 | 0戸崎圭太       | 54        | レヴァンテライオン | 468         |
| 0000.11.05 | 東京   | 京王杯2歳S      | GII  | 芝1400m（良） | 13    | 8     | 13    | 007.40（3人）   | 01着 | R1:21.9（33.7）   | -0.1 | 0C.ルメール     | 55        | （レーヌミノル）   | 472         |
| 0000.12.18 | 阪神   | 朝日杯FS        | GI   | 芝1600m（良） | 18    | 5     | 10    | 015.80（7人）   | 02着 | R1:35.5（34.0）   | -0.1 | 0M.バルザローナ | 55        | サトノアレス       | 472         |
| 2017.03.19 | 中山   | スプリングS     | GII  | 芝1800m（良） | 11    | 6     | 6     | 008.00（4人）   | 10着 | R1:50.7（38.4）   | -2.3 | 0大野拓弥       | 56        | ウインブライト     | 474         |
| 0000.05.07 | 東京   | NHKマイルC      | GI   | 芝1600m（良） | 18    | 1     | 1     | 006.30（3人）   | 09着 | R1:33.3（35.1）   | -1.0 | 0C.ルメール     | 57        | アエロリット       | 472         |
| 0000.08.27 | 札幌   | キーンランドC   | GIII | 芝1200m（良） | 13    | 6     | 9     | 004.30（1人）   | 06着 | R1:09.4（35.2）   | -0.4 | 0戸崎圭太       | 53        | エポワス           | 472         |
| 0000.10.01 | 中山   | スプリンターズS | GI   | 芝1200m（良） | 16    | 6     | 11    | 030.8（11人）   | 14着 | R1:08.3（33.6）   | -0.7 | 0池添謙一       | 55        | レッドファルクス   | 474         |
| 0000.11.12 | 東京   | オーロC         | OP   | 芝1400m（良） | 16    | 8     | 16    | 006.20（4人）   | 10着 | R1:21.6（34.0）   | -0.8 | 0田辺裕信       | 55        | トウショウピスト   | 468         |
| 2018.05.27 | 京都   | 安土城S         | OP   | 芝1400m（良） | 17    | 8     | 17    | 074.2（11人）   | 17着 | R1:22.8（35.5）   | -2.1 | 0古川吉洋       | 55        | ダイメイフジ       | 476         |

## 血統表
| モンドキャンノの血統             | モンドキャンノの血統                              | モンドキャンノの血統        | （血統表の出典）            | （血統表の出典）  |
| 父系                             | サンデーサイレンス系                              | サンデーサイレンス系        | サンデーサイレンス系        | [ § 2 ]           |
| 父 *キンシャサノキセキ 2003 鹿毛 | 父の父フジキセキ 1992 青鹿毛                      | *サンデーサイレンス         | Halo                        | Halo              |
| 父 *キンシャサノキセキ 2003 鹿毛 | 父の父フジキセキ 1992 青鹿毛                      | *サンデーサイレンス         | Wishing Well                |                   |
| 父 *キンシャサノキセキ 2003 鹿毛 | 父の父フジキセキ 1992 青鹿毛                      | *ミルレーサー               | Le Fabuleux                 | Le Fabuleux       |
| 父 *キンシャサノキセキ 2003 鹿毛 | 父の父フジキセキ 1992 青鹿毛                      | *ミルレーサー               | Marston's Mill              |                   |
| 父 *キンシャサノキセキ 2003 鹿毛 | 父の母*ケルトシャーン Keltshaan 1994 鹿毛         | Pleasant Colony             | His Majesty                 | His Majesty       |
| 父 *キンシャサノキセキ 2003 鹿毛 | 父の母*ケルトシャーン Keltshaan 1994 鹿毛         | Pleasant Colony             | Sun Colony                  |                   |
| 父 *キンシャサノキセキ 2003 鹿毛 | 父の母*ケルトシャーン Keltshaan 1994 鹿毛         | Featherhill                 | Lyphard                     | Lyphard           |
| 父 *キンシャサノキセキ 2003 鹿毛 | 父の母*ケルトシャーン Keltshaan 1994 鹿毛         | Featherhill                 | Lady Berry                  |                   |
| 母 レイズアンドコール 2001 鹿毛  | 母の父サクラバクシンオー 1989 鹿毛                | サクラユタカオー            | *テスコボーイ               | *テスコボーイ     |
| 母 レイズアンドコール 2001 鹿毛  | 母の父サクラバクシンオー 1989 鹿毛                | サクラユタカオー            | アンジエリカ                |                   |
| 母 レイズアンドコール 2001 鹿毛  | 母の父サクラバクシンオー 1989 鹿毛                | サクラハゴロモ              | *ノーザンテースト           | *ノーザンテースト |
| 母 レイズアンドコール 2001 鹿毛  | 母の父サクラバクシンオー 1989 鹿毛                | サクラハゴロモ              | *クリアアンバー             |                   |
| 母 レイズアンドコール 2001 鹿毛  | 母の母*モーリストンベル Morriston Belle 1989 鹿毛 | Herat                       | Northern Dancer             | Northern Dancer   |
| 母 レイズアンドコール 2001 鹿毛  | 母の母*モーリストンベル Morriston Belle 1989 鹿毛 | Herat                       | Kashan                      |                   |
| 母 レイズアンドコール 2001 鹿毛  | 母の母*モーリストンベル Morriston Belle 1989 鹿毛 | Barkerville Belle           | Ruthie's Native             | Ruthie's Native   |
| 母 レイズアンドコール 2001 鹿毛  | 母の母*モーリストンベル Morriston Belle 1989 鹿毛 | Barkerville Belle           | Celebrity Belle             |                   |
| 母系(F-No.)                      | (FN:4-m)                                          | (FN:4-m)                    | (FN:4-m)                    | [ § 3 ]           |
| 5代内の近親交配                  | Northern Dancer5×5×4=12.50%                       | Northern Dancer5×5×4=12.50% | Northern Dancer5×5×4=12.50% | [ § 4 ]           |
| 出典                             | 1. 2. 3. 4.                                       | 1. 2. 3. 4.                 | 1. 2. 3. 4.                 | 1. 2. 3. 4.       |

- 半弟カリボール（父ジャスタウェイ）は2025年パラダイスステークス（L）勝ち馬。
- 母レイズアンドコールは現役時代に中央で5勝。2006年のアイビスサマーダッシュで3着に入っている[18]。
- 姪に2024年阪神ジュベナイルフィリーズ勝ち馬のアルマヴェローチェがいる。